# Guatteria procera
Guatteria procera é uma espécie de magnólia. Foi descrito pela primeira vez por Robert Elias Fries .  Guatteria procera pertence ao gênero Guatteria, e à família Annonaceae. Não existe esse tipo listado.